# John van Dijk (autohandelaar)
John van Dijk (Rotterdam, 26 januari 1941 – Cannes, 15 januari 2020) was een Nederlands ondernemer en sportbestuurder. 
In 1965 richtte hij samen met zijn vader de Rotterdamse Taxi Centrale (RTC) op. Daarna ging hij handelen in Mercedes-Benz auto's. Voor 15 miljoen gulden liet hij in 1976 in de Spaanse Polder een pand bouwen voor  Automobielbedrijf J. Van Dijk & Dochters. Behalve de Mercedesdealer waren in het pand ten behoeve van de cliëntèle een kapperszaak en een restaurant gevestigd. Onder de relaties bevonden zich bekende criminelen, maar ook Toon Hermans en een rijke Arabier die de gehele showroom leegkocht.
In 1988 kocht Van Dijk de noodlijdende betaaldvoetbalclub SVV, die een jaar later onder leiding van trainer Dick Advocaat het kampioenschap in de eerste divisie won. Hij stond met Cees den Braven (voorzitter Dordrecht'90) aan de wieg van de fusie tot SVV/Dordrecht'90. Hij was tot september 1992 vicevoorzitter van die club die snel na zijn vertrek verder ging als Dordrecht '90.
In 1997 verkocht Van Dijk zijn autohandel aan zijn dochters en ging in Monaco wonen waar hij zich als een playboy gedroeg. Het bedrijf ging in 2013 failliet. Na het faillissement woonde hij in Cannes, waar hij van een AOW-uitkering moest rondkomen.